# Панченко Валентина Іванівна
Валенти́на Іва́нівна Па́нченко (нар. 19 серпня 1949 року, с. Тарасівка) — вчена-філософ, доктор філософських наук (1999), професор (2000).

## Біографічні дані
Народилася 19 серпня 1949 року в Тарасівці.
У 1974 році закінчила Київський університет, де відтоді й працює. З 2002 по 2003 та з 2020 року — професор кафедри етики, естетики та культурології. З 2003 по 2020 рік — завідувачка цієї ж кафедри.
За сумісництвом викладала в Київському художньому інституті (з 1983 по 1986 рік), Київській консерваторії (з 1986 по 1989 рік) та Міжнародному Соломоновому університеті (з 1987 по 2000 рік).

## Наукова робота
Наукові дослідження: теоретичні питання естетики та культурології.

### Основні праці
За ЕСУ:
- Идеология, мораль, искусство. — 1991 (співавтор);
- Естетична діяльність та сфери її прояву. — 1996;
- Мистецтво в контексті культури. — 1998;
- Естетика: Підручник. — 3-є вид., 2010 (співавтор);
- Історія світової культури: Навчальний посібник. — 3-є вид., 2010 (співавтор);
- Проблема культурного синтезу (на матеріалах культури Латинської Америки): навчальний посібник. — 2011;
- Культурологія: Підручник. — 2014 (співавтор);
- Етика. Естетика. — 2014 (співавтор);
- Київська світоглядно-гносеологічна школа другої половини ХХ ст. — 2020 (співавтор) (усі — Київ).[1]